# اچ‌ام‌اس ئی۳۷
اچ‌ام‌اس ئی۳۷ (به انگلیسی: HMS E37) یک زیردریایی بود که طول آن ۱۸۱ فوت (۵۵ متر) بود. این زیردریایی در سال ۱۹۱۵ ساخته شد.
HMS E37 در 1 دسامبر 1916 در دریای شمال گم شد. هیچ بازمانده ای وجود نداشت.